# Fabrizio Savelli
Fabrizio Savelli (ur. 14 czerwca 1607 w Rzymie, zm. 26 lutego 1659) tamże – włoski duchowny, kardynał.

## Życiorys
Pochodził ze starego, rzymskiego rodu arystokratycznego, bratanek kardynała Giulio Savelliego. Arcybiskup Salerno 1642–1658. Kardynał prezbiter od 7 października 1647, z nominacji Innocentego X. W latach 1648–1651 sprawował funkcję legata (namiestnika) apostolskiego w Bolonii. Uczestniczył w konklawe 1655. W Kurii Rzymskiej był członkiem Kongregacji ds. Ceremoniału, Kongregacji ds. Biskupów i Zakonników oraz Kongregacji Rozkrzewiania  Wiary. Zmarł w Rzymie w wieku 51 lat.